# 魏江春
魏江春（1931年11月1日—），中国地衣真菌学家。中国科学院微生物研究所研究员。

## 生平
1931年生于陕西咸阳。1955年毕业于西北农学院。1962年毕业于苏联科学院研究生院并获苏联生物科学副博士。1995年获俄罗斯生物科学博士。1997年当选为中国科学院院士。